# Michael Andreas Herzog
Michael Andreas Herzog (auch Hertzog, getauft 14. November 1681 in Berlin; † um 1755) war ein deutscher Miniaturmaler und Heraldiker.
Herzog war der Sohn des „Conterfeyers“ Nicolaus Herzog (oder Hertzog) und dessen Ehefrau Juliana Bantzin, Tochter des Cöllner Malers Andreas Bantzin. Er wurde als Wappenmaler tätig. Im Jahr 1708 wurde von Graf von Wartenberg ein Oberheroldsamt eingerichtet und Herzog zum Wappenmaler ernannt. Am 28. Dezember 1709 wurde dekretiert, dass nur Herzog Wappen malen durfte, und am 30. Mai 1710 wurde er zum Hofheraldiker in Berlin bestellt. Nach dem Tod Friedrichs I. wurde das Oberheroldsamt von Friedrich Wilhelm I. sofort aufgelöst. Herzog gab ein Buch heraus: „Buch von allen zum Königl. Wapen gehörenden einzelnen Wapen, vortrefflich gemalt, im K. Arch.“